# A Dal 2018
A Dal 2018 fand vom 20. Januar 2018 bis zum 24. Februar 2018 statt und war der ungarische Vorentscheid für den Eurovision Song Contest 2018 in Lissabon (Portugal). Der Sieger der Sendung wurde die Band AWS mit ihrem Lied Viszlát nyár.

## Format

### Konzept
Die Show bestand aus insgesamt drei Vorrunden, zwei Halbfinals und einer Finalrunde. Zehn Beiträge wurden in jeder Vorrunde präsentiert und jeweils sechs im Halbfinale. Jeweils drei wurden von der Jury und drei durch das Televoting ausgewählt, um sich weiter fürs Halbfinale zu qualifizieren. Im Finale wurde die Anzahl der Qualifizierten dann auf sechs vermindert. Hier hatten sowohl die Jury als auch die Anrufer das Recht abzustimmen. Der Gewinner des Finales vertritt Ungarn beim ESC 2018 in Lissabon.

### Preise
Neu dieses Jahr waren zwei Preise. Verliehen wurden einmal Best Lyrics of A Dal 2018 bzw. der beste Text bei A Dal 2018 sowie New Talent of A Dal 2018, also die größte Neuentdeckung der Show. Entschieden wurden diese Sieger jeweils von der diesjährigen A Dal Jury.

### Moderation
Am 6. Dezember gab MTVA bekannt, dass Freddie, der Ungarn beim 2016 vertrat, und Kriszta Rátonyi A Dal 2018 moderieren.

### Jury
Am 6. Dezember stellte MTVA auch die Jury für 2018 vor. Folgende Personen saßen in der vier-köpfigen Jury beim A Dal 2018:

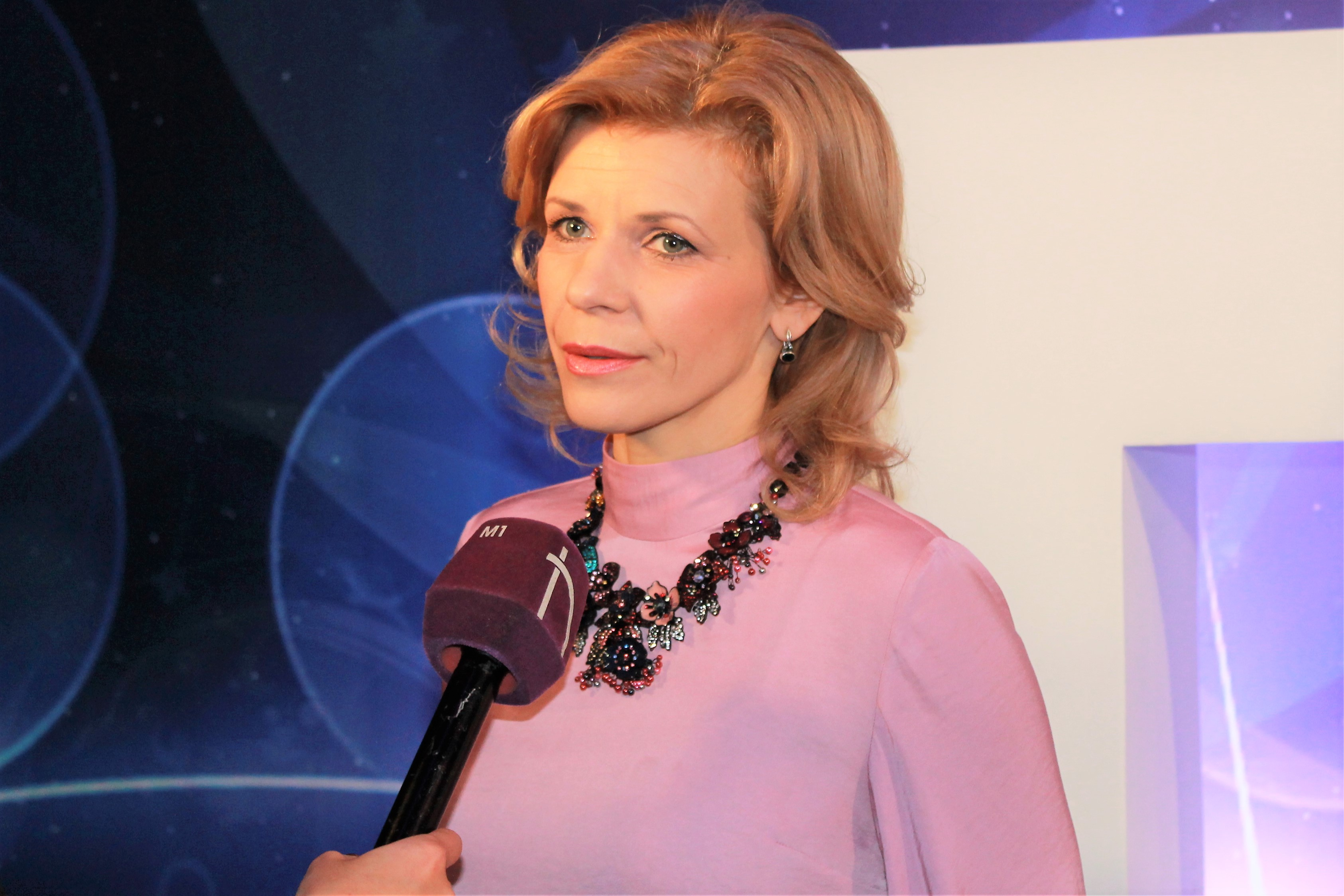
Judit Schell
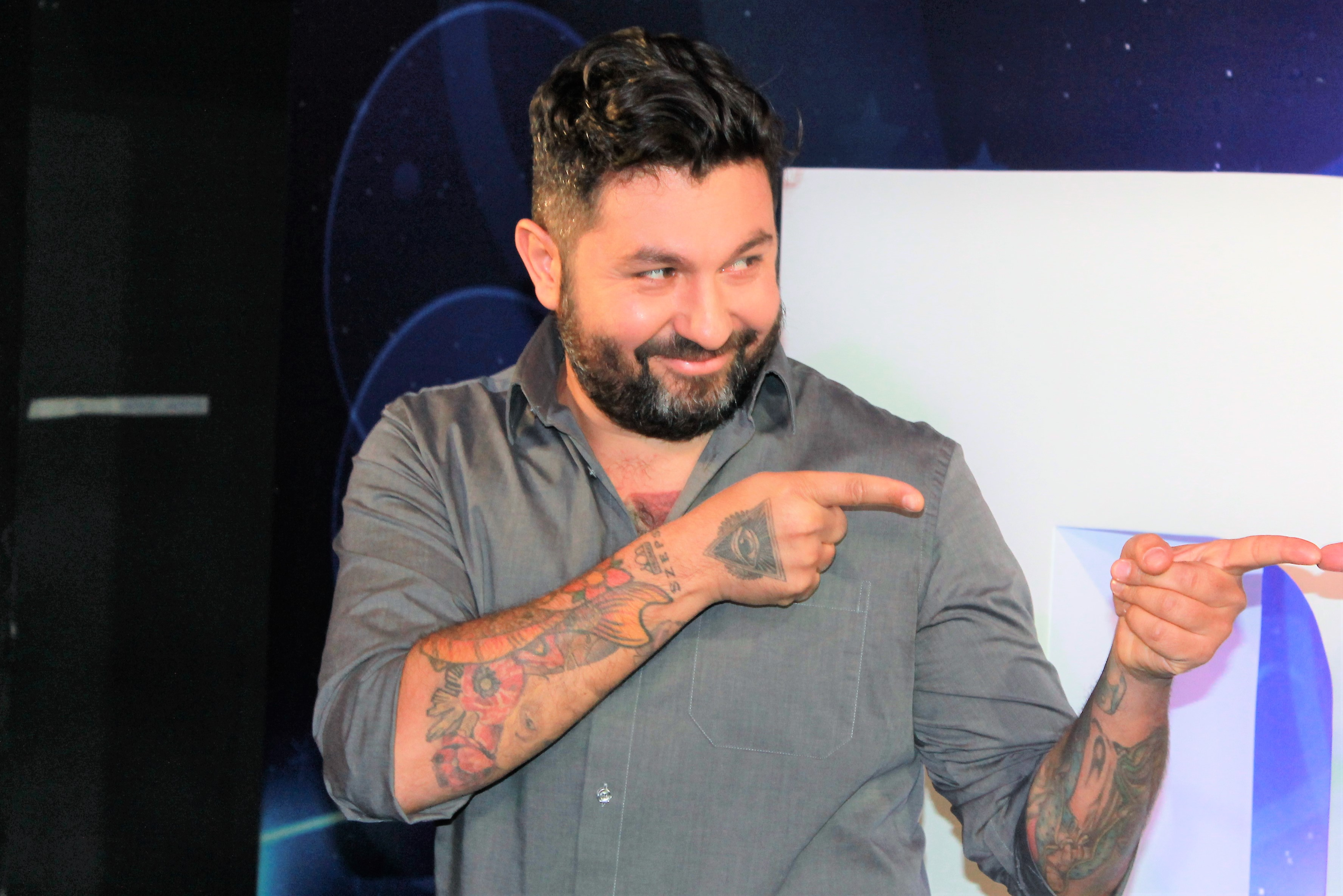
Misi Mező
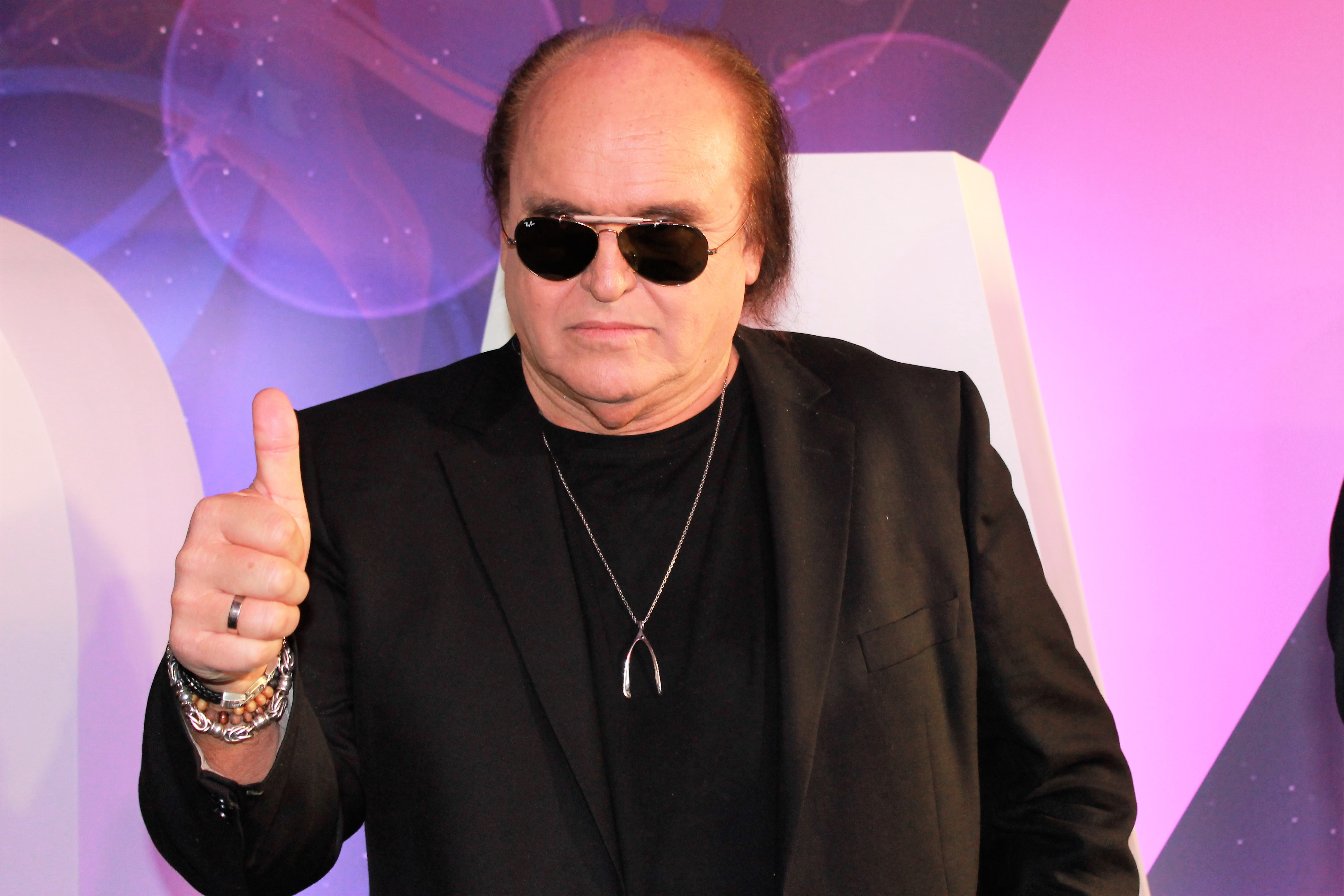
Károly Frenreisz
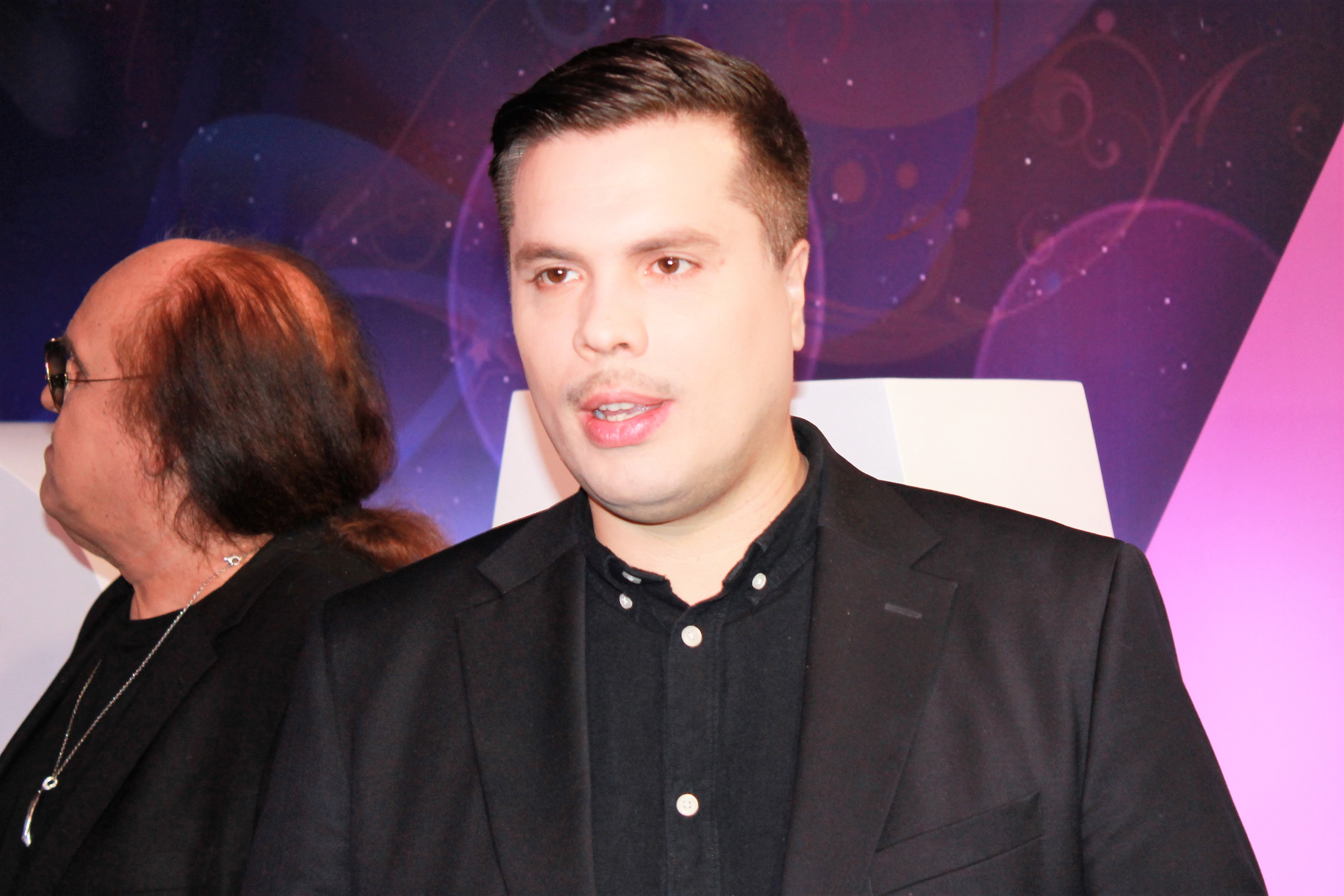
Miklós Both

### Beitragswahl
Vom 9. Oktober 2017 bis zum 15. November 2017 konnten interessierte Komponisten ihre Beiträge bei MTVA einreichen. Im Gegensatz zu anderen Vorentscheiden, muss man seit 2016, um an: A Dal teilnehmen zu können, mindestens ein Album veröffentlicht oder einen nationalen Radiohit gehabt haben, um teilnehmen zu können. Dazu muss man einen Vertrag mit einer Plattenfirma haben sowie mit einem Musikmanagement. Außerdem durften nur Beiträge in Ungarisch, Englisch oder einer anderen Minderheitssprache Ungarns eingereicht werden. Dazu durften nur ungarische Komponisten teilnehmen.

## Teilnehmer
Am 6. Dezember stellte MTVA die 30 Teilnehmer vom A Dal 2018 vor.
Auch hier gab es einige Rückkehrer zum A Dal. Ceasefire X und Péter Szikszai nahmen bereits 2016 teil. Viki Eszes, die zusammen mit #yeahla teilnahmen, nahm bereits 2013 als Teil der Band Background und 2017 als Teil von The Couple teil. Auch Fourtissimo nahm bereits 2015 teil. Gábor Heincz Biga und Viktor Király nahmen beide schon 2012 teil und letzterer auch wieder 2014. Gabi Knoll nahm auch schon 2014 am A Dal teil. Außerdem nahm Odett 2013 bereits über eine Wildcard teil und kehrte auch 2016 schon zurück. 2013 und 2014 nahm auch Tamás Vastag schon teil. Auch ByeAlex, der Ungarn 2013 vertrat, kehrte 2018 als Komponist zurück. Folgende Teilnehmer nahmen somit 2018 teil:

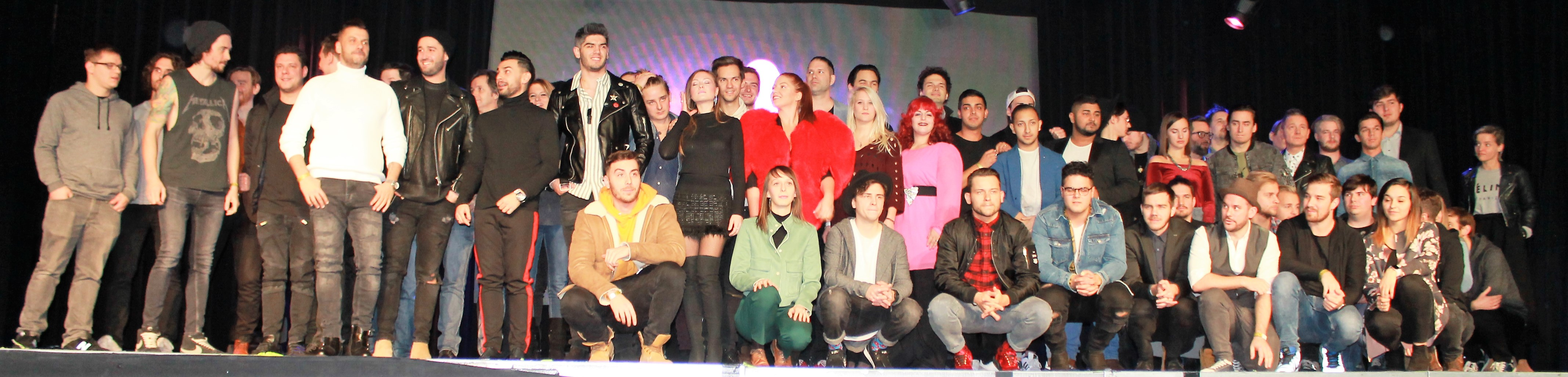
Die 30 Teilnehmer

| Interpret                                               | Lied Musik (M) und Text (T) | Sprache   | Übersetzung (inoffiziell)      |
| ------------------------------------------------------- | --- | --------- | ------------------------------ |
| #yeahla feat. Viki Eszes                                | 1 Szó Mint 100 M/T: Péter Jelasity | Ungarisch | Ein Wort wie 100               |
| Andy Roll                                               | Turn the Lights On M/T: András Dutka | Englisch  | Mach die Lichter an            |
| AWS                                                     | Viszlát nyár M: Dániel Kökényes, Bence Brucker, Áron Veress, Soma Schiszler; T: Örs Siklósi                                                                | Ungarisch | Tschüss Sommer                 |
| Ceasefire X                                             | Satellites M: Bence András Vavra, Norbert Szűcs; T: Kata Kozma                                                                                             | Englisch  | Satelliten                     |
| Cintia Horváth & Tomi Balogh                            | Journey (Break Your Chains) M/T: Tamás Balogh, Cintia Horváth                                                                                              | Englisch  | Reise (Breche deine Ketten)    |
| Fourtissimo                                             | Kisnyuszi a kalapban M: Valéria Ferencz-Kuna, Márton Kuna, Gyula Ferencz-Kuna, Bence Kuna; T: Valéria Ferencz-Kuna, Bence Kuna                             | Ungarisch | Kleiner Hase im Hut            |
| Gabi Knoll                                              | Nobody To Die For M: Gabi Knoll, Krisztián Burai, Stanislav Bendarzsevszkij; T: Gabi Knoll                                                                 | Englisch  | Für niemanden sterben          |
| Gábor Heincz Biga                                       | Good vibez M: Gábor Heincz; T: Adrián Méhes | Englisch  | Gute Gefühle                   |
| Gergely Dánielfy                                        | Azt mondtad M: Gergely Dánielfy; T: Árpád Völgyesi | Ungarisch | Du sagtest das                 |
| Ham ko Ham                                              | Bármerre jársz M: Zoltán Tóth G.; T: Zsolt Kathy | Ungarisch | Wo immer du gehst              |
| Leander Kills                                           | Nem szól harang M/T: Leander Köteles | Ungarisch | Dort ist keine läutende Glocke |
| Living Room                                             | Kirakat élet M: Benjamin Pál; T: Benjamin Pál, Patrik Prommer                                                                                              | Ungarisch | Schaufenster Leben             |
| Maszkura és a tücsökraj feat. Fatima Mohamed            | Nagybetűs szavak M: Szabolcs Biró, Gábor Boros, Attila Földesi, Csaba Kertész, Dániel Vikukel; T: Szabolcs Biró                                            | Ungarisch | Wörter mit großen Buchstaben   |
| Maya ‘n’ Peti                                           | Nekem te M/T: Edvárd Szalma, Péter Szikszai | Ungarisch | Für mich bist du               |
| Nemzenekar                                              | Waiting M: Gyula Pásztor, Tamás Károly; T: Gyula Pásztor                                                                                                   | Englisch  | Warten                         |
| Nene zenekar                                            | Mese a királyról M: Milán Erik Vörös, Renáta Katalin Orsovai, József Márkosi, Evelin Boda, Szabolcs Balázs Varga, Péter Ferencz; T: Renáta Katalin Orsovai | Ungarisch | Geschichte über den König      |
| Nikoletta Szőke, Attila Kökény & Róbert Szakcsi Lakatos | Életre kel M: Róbert Szakcsi Lakatos; T: Péter Müller Sziámi                                                                                               | Ungarisch | Erweckt zum Leben              |
| Noémo                                                   | Levegőt M: Noémi Takácsová, Dániel Ferenc Szabó, Bálint Artúr Szeifert, István Tóth; T: Noémi Takácsová, Márton Jeszenszky                                 | Ungarisch | Luft                           |
| Nova Prospect                                           | Vigyázó M: József Kiss; T: Bálint Schautek | Ungarisch | Wärter                         |
| Odett                                                   | Aranyhal M: Miklós Toldi, Odett Polgár; T: Szabolcs Hujber                                                                                                 | Ungarisch | Goldfisch                      |
| Patikadomb                                              | Jó szelet! M: Gábor Dobos, Tamás Kátai, Gyula Ujvári;T: Gábor Dobos                                                                                        | Ungarisch | Guten Wind!                    |
| Peet Project                                            | Runaround M: Péter Ferencz, Olivér Magán, Attila Závodi, Martin Gudics, Marcell Gudics; T: Péter Ferencz                                                   | Englisch  | Umher rennend                  |
| Reni Tolvai                                             | Crack My Code M: Máté Bella, Johnny K. Palmer; T: Johnny K. Palmer                                                                                         | Englisch  | Knacke meinen Code             |
| Roland Gulyás                                           | Hypnotized M/T: ByeAlex | Englisch  | Hypnotisiert                   |
| SativuS                                                 | Lusta lány M: Márton Szabó; T: Gábor Pájer | Ungarisch | Faules Mädchen                 |
| Tamás Horváth                                           | Meggyfa M/T: Tamás Horváth | Ungarisch | Kirschbaum                     |
| Tamás Vastag                                            | Ne hagyj reményt M: Krisztián Sztevanovity; T: Dusán Sztevanovity                                                                                          | Ungarisch | Lasse keine Hoffnung           |
| The Matter                                              | Broken Palms M: Isaak Palmer, Örs Kozák, Joel David Perez García, Kert Antal; T: Isaak Palmer                                                              | Englisch  | Gebrochene Palmen              |
| Viki Singh                                              | Butterfly House M: John King; T: Andy Vitolo | Englisch  | Schmetterlingshaus             |
| Viktor Király                                           | Budapest Girl M: Viktor Király, Ashley Hicklin, Marcel Závodi; T: Viktor Király, Ashley Hicklin                                                            | Englisch  | Budapest Mädchen               |
| Yesyes                                                  | I Let You Run Away M: Ádám Szabó, Dániel Somogyvári; T: Yesyes                                                                                             | Englisch  | Ich lasse dich wegrennen       |
| Zsolt Süle                                              | Zöld a május M: Zsolt Süle, Péter Bodnár; T: Zsolt Süle | Ungarisch | Grüner Mai                     |

## Heats

### Heat 1
Heat 1 fand am 20. Januar 2018 statt. Hier traten zehn Teilnehmer gegeneinander an. Nach zwei Abstimmungsrunden qualifizierten sich sechs Teilnehmer für das Halbfinale. In der ersten Runde der Abstimmung wurden fünf Qualifikanten bestimmt per Kombination von Juryvoting & Televoting. In der zweiten Runde mussten sich die verbliebenen fünf Teilnehmer einer zweiten Televotingrunde stellen, wo durch der sechste Qualifikant bestimmt wurde.
| Platz | Startnr. | Interpret     | Lied Musik (M) und Text (T) | Sprache   | Übersetzung (Inoffiziell)      | Juryvoting | Juryvoting | Juryvoting   | Juryvoting | Televoting | Gesamt | Bild           |
| Platz | Startnr. | Interpret     | Lied Musik (M) und Text (T) | Sprache   | Übersetzung (Inoffiziell)      | J. Schell  | M. Mező    | K. Frenreisz | M. Both    | Televoting | Gesamt | Bild           |
| ----- | -------- | ------------- | --- | --------- | ------------------------------ | ---------- | ---------- | ------------ | ---------- | ---------- | ------ | -------------- |
| 01.   | 4        | Leander Kills | Nem szól harang M/T: Leander Köteles                                                                                           | Ungarisch | Dort ist keine läutende Glocke | 09         | 09         | 09           | 09         | 08         | 44     | Leander Skills |
| 02.   | 5        | Zsolt Süle    | Zöld a május M: Zsolt Süle, Péter Bodnár; T: Zsolt Süle                                                                        | Ungarisch | Grüner Mai                     | 10         | 10         | 09           | 08         | 07         | 44     | Zsolt Süle     |
| 03.   | 9        | Viktor Király | Budapest Girl M: Viktor Király, Ashley Hicklin, Marcel Závodi; T: Viktor Király, Ashley Hicklin                                | Englisch  | Budapest Mädchen               | 09         | 08         | 09           | 08         | 09         | 43     | Viktor Király  |
| 04.   | 8        | Ceasefire X   | Satellites M: Bence András Vavra, Norbert Szűcs; T: Kata Kozma                                                                 | Englisch  | Satelliten                     | 09         | 08         | 08           | 08         | 08         | 41     | Ceasefire X    |
| 05.   | 6        | Gabi Knoll    | Nobody To Die For M: Gabi Knoll, Krisztián Burai, Stanislav Bendarzsevszkij; T: Gabi Knoll                                     | Englisch  | Für niemanden sterben          | 09         | 09         | 08           | 08         | 06         | 40     | Gabi Knoll     |
| 06.   | 3        | Noémo         | Levegőt M: Noémi Takácsová, Dániel Ferenc Szabó, Bálint Artúr Szeifert, István Tóth; T: Noémi Takácsová, Márton Jeszenszky     | Ungarisch | Luft                           | 09         | 08         | 07           | 08         | 07         | 39     | Noémo          |
| 07.   | 2        | Tamás Vastag  | Ne hagyj reményt M: Krisztián Sztevanovity; T: Dusán Sztevanovity                                                              | Ungarisch | Lasse keine Hoffnung           | 07         | 07         | 07           | 07         | 08         | 36     | Tamás Vastag   |
| 08.   | 1        | LivingRoom    | Kirakat élet M: Benjamin Pál; T: Benjamin Pál, Patrik Prommer                                                                  | Ungarisch | Schaufenster Leben             | 07         | 07         | 08           | 07         | 07         | 36     | LivingRoom     |
| 09.   | 7        | Fourtissimo   | Kisnyuszi a kalapban M: Valéria Ferencz-Kuna, Márton Kuna, Gyula Ferencz-Kuna, Bence Kuna; T: Valéria Ferencz-Kuna, Bence Kuna | Ungarisch | Kleiner Hase im Hut            | 06         | 06         | 07           | 06         | 08         | 33     | Fourtissimo    |
| 10.   | 10       | Patikadomb    | Jó szelet! M: Gábor Dobos, Tamás Kátai, Gyula Ujvári;T: Gábor Dobos                                                            | Ungarisch | Guten Wind!                    | 07         | 06         | 07           | 06         | 07         | 33     | Patikadomb     |

 Kandidat hat sich für das Halbfinale qualifiziert.
 Kandidat hat sich per Televoting für das Halbfinale qualifiziert.

### Heat 2
Heat 2 fand am 27. Januar 2018 statt. Hier traten zehn Teilnehmer gegeneinander an. Nach zwei Abstimmungsrunden qualifizierten sich sechs Teilnehmer für das Halbfinale. In der ersten Runde der Abstimmung wurden fünf Qualifikanten bestimmt per Kombination von Juryvoting & Televoting. In der zweiten Runde mussten sich die verbliebenen fünf Teilnehmer einer zweiten Televotingrunde stellen, wo durch der sechste Qualifikant bestimmt wurde.
| Platz | Startnr. | Interpret         | Lied Musik (M) und Text (T)                                                                              | Sprache   | Übersetzung (Inoffiziell) | Juryvoting | Juryvoting | Juryvoting   | Juryvoting | Televoting | Gesamt | Bild              |
| Platz | Startnr. | Interpret         | Lied Musik (M) und Text (T)                                                                              | Sprache   | Übersetzung (Inoffiziell) | J. Schell  | M. Mező    | K. Frenreisz | M. Both    | Televoting | Gesamt | Bild              |
| ----- | -------- | ----------------- | --- | --------- | ------------------------- | ---------- | ---------- | ------------ | ---------- | ---------- | ------ | ----------------- |
| 01.   | 10       | AWS               | Viszlát nyár M: Dániel Kökényes, Bence Brucker, Áron Veress, Soma Schiszler; T: Örs Siklósi              | Ungarisch | Tschüss Sommer            | 09         | 09         | 09           | 09         | 09         | 45     | AWS               |
| 02.   | 7        | Gergely Dánielfy  | Azt mondtad M: Gergely Dánielfy; T: Árpád Völgyesi                                                       | Ungarisch | Du sagtest das            | 10         | 10         | 08           | 09         | 08         | 45     | Gergely Dánielfy  |
| 03.   | 3        | yesyes            | I Let You Run Away M: Ádám Szabó, Dániel Somogyvári; T: Petra Petneházy                                  | Englisch  | Ich lasse dich wegrennen  | 10         | 08         | 08           | 08         | 09         | 43     | yesyes            |
| 04.   | 9        | Gábor Heincz BIGA | Good Vibez M: Gábor Heincz; T: Adrián Méhes                                                              | Englisch  | Gute Gefühle              | 09         | 09         | 09           | 08         | 08         | 43     | Gábor Heincz BIGA |
| 05.   | 2        | Odett             | Aranyhal M: Miklós Toldi, Odett Polgár; T: Szabolcs Hujber                                               | Ungarisch | Goldfisch                 | 08         | 09         | 08           | 08         | 06         | 39     | Odett             |
| 06.   | 8        | Nene              | Mese a királyról M: Milán Vörös; T: Renáta Orsovai                                                       | Ungarisch | Geschichte über den König | 07         | 08         | 08           | 08         | 06         | 37     | Nene              |
| 07.   | 1        | Peet Project      | Runaround M: Péter Ferencz, Olivér Magán, Attila Závodi, Martin Gudics, Marcell Gudics; T: Péter Ferencz | Englisch  | Umher rennend             | 07         | 07         | 08           | 07         | 07         | 36     | Peet Project      |
| 08.   | 6        | SativuS           | Lusta lány M: Márton Szabó; T: Gábor Pájer                                                               | Ungarisch | Faules Mädchen            | 06         | 07         | 06           | 07         | 08         | 34     | SativuS           |
| 09.   | 5        | Viki Singh        | Butterfly House M: John King; T: Andy Vitolo                                                             | Englisch  | Schmetterlingshaus        | 07         | 07         | 07           | 07         | 06         | 34     | Viki Singh        |
| 10.   | 4        | Maya ‘n’ Peti     | Nekem te M/T: Edvárd Szalma, Péter Szikszai                                                              | Ungarisch | Für mich bist du          | 06         | 06         | 06           | 06         | 06         | 30     | Maya ‘n’ Peti     |

 Kandidat hat sich für das Halbfinale qualifiziert.
 Kandidat hat sich per Televoting für das Halbfinale qualifiziert.

### Heat 3
Heat 3 fand am 3. Februar 2018 statt. Hier traten zehn Teilnehmer gegeneinander an. Nach zwei Abstimmungsrunden qualifizierten sich sechs Teilnehmer für das Halbfinale. In der ersten Runde der Abstimmung wurden fünf Qualifikanten bestimmt per Kombination von Juryvoting & Televoting. In der zweiten Runde mussten sich die verbliebenen fünf Teilnehmer einer zweiten Televotingrunde stellen, wo durch der sechste Qualifikant bestimmt wurde.
| Platz | Startnr. | Interpret                                               | Lied Musik (M) und Text (T)                                                                                     | Sprache   | Übersetzung (Inoffiziell)    | Juryvoting | Juryvoting | Juryvoting   | Juryvoting | Televoting | Gesamt | Bild                                                    |
| Platz | Startnr. | Interpret                                               | Lied Musik (M) und Text (T)                                                                                     | Sprache   | Übersetzung (Inoffiziell)    | J. Schell  | M. Mező    | K. Frenreisz | M. Both    | Televoting | Gesamt | Bild                                                    |
| ----- | -------- | ------------------------------------------------------- | --- | --------- | ---------------------------- | ---------- | ---------- | ------------ | ---------- | ---------- | ------ | ------------------------------------------------------- |
| 01.   | 10       | Nikoletta Szőke, Attila Kökény & Róbert Szakcsi Lakatos | Életre kel M: Róbert Szakcsi Lakatos; T: Péter Müller Sziámi                                                    | Ungarisch | Erweckt zum Leben            | 10         | 09         | 09           | 09         | 07         | 44     | Nikoletta Szőke, Attila Kökény & Róbert Szakcsi Lakatos |
| 02.   | 9        | Tamás Horváth                                           | Meggyfa M/T: Tamás Horváth                                                                                      | Ungarisch | Kirschbaum                   | 09         | 08         | 08           | 08         | 09         | 42     | Tamás Horváth                                           |
| 03.   | 3        | Maszkura és a tücsökraj                                 | Nagybetűs szavak M: Szabolcs Biró, Gábor Boros, Attila Földesi, Csaba Kertész, Dániel Vikukel; T: Szabolcs Biró | Ungarisch | Wörter mit großen Buchstaben | 08         | 08         | 08           | 08         | 06         | 38     | Maszkura és a tücsökraj                                 |
| 04.   | 6        | Ham ko Ham                                              | Bármerre jársz M: Zoltán Tóth G.; T: Zsolt Kathy                                                                | Ungarisch | Wo immer du gehst            | 07         | 08         | 07           | 08         | 08         | 38     | Ham ko Ham                                              |
| 05.   | 2        | Cintia Horváth & Tomi Balogh                            | Journey (Break Your Chains) M/T: Tamás Balogh, Cintia Horváth                                                   | Englisch  | Reise (Breche deine Ketten)  | 08         | 08         | 07           | 08         | 06         | 37     | Cintia Horváth & Tomi Balogh                            |
| 06.   | 1        | Nova Prospect                                           | Vigyázó M: József Kiss; T: Bálint Schautek                                                                      | Ungarisch | Wärter                       | 07         | 07         | 08           | 07         | 08         | 37     | Nova Prospect                                           |
| 07.   | 5        | Reni Tolvai                                             | Crack My Code M: Máté Bella, Johnny K. Palmer; T: Johnny K. Palmer                                              | Englisch  | Knacke meinen Code           | 08         | 07         | 08           | 07         | 07         | 37     | Reni Tolvai                                             |
| 08.   | 4        | Roland Gulyás                                           | Hypnotized M/T: ByeAlex                                                                                         | Englisch  | Hypnotisiert                 | 07         | 07         | 07           | 06         | 08         | 35     | Roland Gulyás                                           |
| 09.   | 7        | #yeahla feat. Viki Eszes                                | 1 Szó Mint 100 M/T: Péter Jelasity                                                                              | Ungarisch | Ein Wort wie 100             | 06         | 07         | 07           | 08         | 07         | 35     | #yeahla feat. Viki Eszes                                |
| 10.   | 8        | Andy Roll                                               | Turn The Lights On M/T: András Dutka                                                                            | Englisch  | Mach’ die Lichter an         | 07         | 06         | 07           | 06         | 07         | 33     | Andy Roll                                               |

 Kandidat hat sich für das Finale qualifiziert.
 Kandidat hat sich per Televoting für das Finale qualifiziert.

## Halbfinale

### Erstes Halbfinale
Das erste Halbfinale fand am 10. Februar 2018 statt. Hier traten neun Teilnehmer gegeneinander an. Nach zwei Abstimmungsrunden qualifizierten sich vier Teilnehmer für das Halbfinale. In der ersten Runde der Abstimmung wurden drei Qualifikanten bestimmt per Kombination von Juryvoting & Televoting. In der zweiten Runde mussten sich die verbliebenen sechs Teilnehmer einer zweiten Televotingrunde stellen, wo durch der vierte Qualifikant bestimmt wurde.
| Platz | Startnr. | Interpret               | Lied Musik (M) und Text (T)                                                                                     | Sprache   | Übersetzung (Inoffiziell)      | Juryvoting | Juryvoting | Juryvoting   | Juryvoting | Televoting | Gesamt |
| Platz | Startnr. | Interpret               | Lied Musik (M) und Text (T)                                                                                     | Sprache   | Übersetzung (Inoffiziell)      | J. Schell  | M. Mező    | K. Frenreisz | M. Both    | Televoting | Gesamt |
| ----- | -------- | ----------------------- | --- | --------- | ------------------------------ | ---------- | ---------- | ------------ | ---------- | ---------- | ------ |
| 1.    | 8        | Gergely Dánielfy        | Azt mondtad M: Gergely Dánielfy; T: Árpád Völgyesi                                                              | Ungarisch | Du sagtest das                 | 10         | 10         | 09           | 10         | 08         | 47     |
| 2.    | 6        | Zsolt Süle              | Zöld a május M: Zsolt Süle, Péter Bodnár; T: Zsolt Süle                                                         | Ungarisch | Grüner Mai                     | 10         | 10         | 09           | 10         | 06         | 45     |
| 3.    | 2        | Gábor Heincz BIGA       | Good Vibez M: Gábor Heincz; T: Adrián Méhes                                                                     | Englisch  | Gute Gefühle                   | 09         | 09         | 09           | 08         | 07         | 42     |
| 4.    | 9        | Leander Kills           | Nem szól harang M/T: Leander Köteles                                                                            | Ungarisch | Dort ist keine läutende Glocke | 08         | 08         | 08           | 09         | 08         | 41     |
| 5.    | 4        | Gabi Knoll              | Nobody To Die For M: Gabi Knoll, Krisztián Burai, Stanislav Bendarzsevszkij; T: Gabi Knoll                      | Englisch  | Für niemanden sterben          | 09         | 08         | 07           | 08         | 05         | 37     |
| 6.    | 5        | Maszkura és a tücsökraj | Nagybetűs szavak M: Szabolcs Biró, Gábor Boros, Attila Földesi, Csaba Kertész, Dániel Vikukel; T: Szabolcs Biró | Ungarisch | Wörter mit großen Buchstaben   | 08         | 08         | 08           | 08         | 05         | 37     |
| 7.    | 1        | Ham ko Ham              | Bármerre jársz M: Zoltán Tóth G.; T: Zsolt Kathy                                                                | Ungarisch | Wo immer du gehst              | 07         | 08         | 07           | 08         | 06         | 36     |
| 8.    | 7        | Roland Gulyás           | Hypnotized M/T: ByeAlex                                                                                         | Englisch  | Hypnotisiert                   | 07         | 07         | 08           | 06         | 07         | 35     |
| 9.    | 3        | SativuS                 | Lusta lány M: Márton Szabó; T: Gábor Pájer                                                                      | Ungarisch | Faules Mädchen                 | 06         | 07         | 08           | 07         | 05         | 33     |

 Kandidat hat sich für das Finale qualifiziert.
 Kandidat hat sich per Televoting für das Finale qualifiziert.

### Zweites Halbfinale
Das zweite Halbfinale fand am 17. Februar 2018 statt. Hier traten erneut neun Teilnehmer gegeneinander an. Nach zwei Abstimmungsrunden qualifizierten sich vier Teilnehmer für das Halbfinale. In der ersten Runde der Abstimmung wurden drei Qualifikanten bestimmt per Kombination von Juryvoting & Televoting. In der zweiten Runde mussten sich die verbliebenen sechs Teilnehmer einer zweiten Televotingrunde stellen, wo durch der vierte Qualifikant bestimmt wurde.
| Platz | Startnr. | Interpret                                               | Lied Musik (M) und Text (T)                                                                     | Sprache   | Übersetzung (Inoffiziell)   | Juryvoting | Juryvoting | Juryvoting   | Juryvoting | Televoting | Gesamt |
| Platz | Startnr. | Interpret                                               | Lied Musik (M) und Text (T)                                                                     | Sprache   | Übersetzung (Inoffiziell)   | J. Schell  | M. Mező    | K. Frenreisz | M. Both    | Televoting | Gesamt |
| ----- | -------- | ------------------------------------------------------- | ----------------------------------------------------------------------------------------------- | --------- | --------------------------- | ---------- | ---------- | ------------ | ---------- | ---------- | ------ |
| 1.    | 2        | AWS                                                     | Viszlát nyár M: Dániel Kökényes, Bence Brucker, Áron Veress, Soma Schiszler; T: Örs Siklósi     | Ungarisch | Tschüss Sommer              | 10         | 10         | 09           | 10         | 07         | 46     |
| 2.    | 9        | yesyes                                                  | I Let You Run Away M: Ádám Szabó, Dániel Somogyvári; T: Petra Petneházy                         | Englisch  | Ich lasse dich wegrennen    | 10         | 09         | 09           | 09         | 08         | 45     |
| 3.    | 4        | Viktor Király                                           | Budapest Girl M: Viktor Király, Ashley Hicklin, Marcel Závodi; T: Viktor Király, Ashley Hicklin | Englisch  | Budapest Mädchen            | 07         | 08         | 10           | 08         | 07         | 42     |
| 4.    | 8        | Ceasefire X                                             | Satellites M: Bence András Vavra, Norbert Szűcs; T: Kata Kozma                                  | Englisch  | Satelliten                  | 09         | 09         | 08           | 08         | 06         | 40     |
| 5.    | 6        | Tamás Horváth                                           | Meggyfa M/T: Tamás Horváth                                                                      | Ungarisch | Kirschbaum                  | 08         | 07         | 07           | 08         | 08         | 38     |
| 6.    | 3        | Odett                                                   | Aranyhal M: Miklós Toldi, Odett Polgár; T: Szabolcs Hujber                                      | Ungarisch | Goldfisch                   | 08         | 08         | 08           | 08         | 05         | 37     |
| 7.    | 5        | Nikoletta Szőke, Attila Kökény & Róbert Szakcsi Lakatos | Életre kel M: Róbert Szakcsi Lakatos; T: Péter Müller Sziámi                                    | Ungarisch | Erweckt zum Leben           | 09         | 08         | 08           | 08         | 04         | 37     |
| 8.    | 1        | Cintia Horváth & Tomi Balogh                            | Journey (Break Your Chains) M/T: Tamás Balogh, Cintia Horváth                                   | Englisch  | Reise (Breche deine Ketten) | 08         | 08         | 08           | 08         | 04         | 36     |
| 9.    | 7        | Tamás Vastag                                            | Ne hagyj reményt M: Krisztián Sztevanovity; T: Dusán Sztevanovity                               | Ungarisch | Lasse keine Hoffnung        | 08         | 07         | 08           | 07         | 06         | 36     |

 Kandidaten hat sich für das Finale qualifiziert.
 Kandidat hat sich per Televoting für das Finale qualifiziert.

## Finale

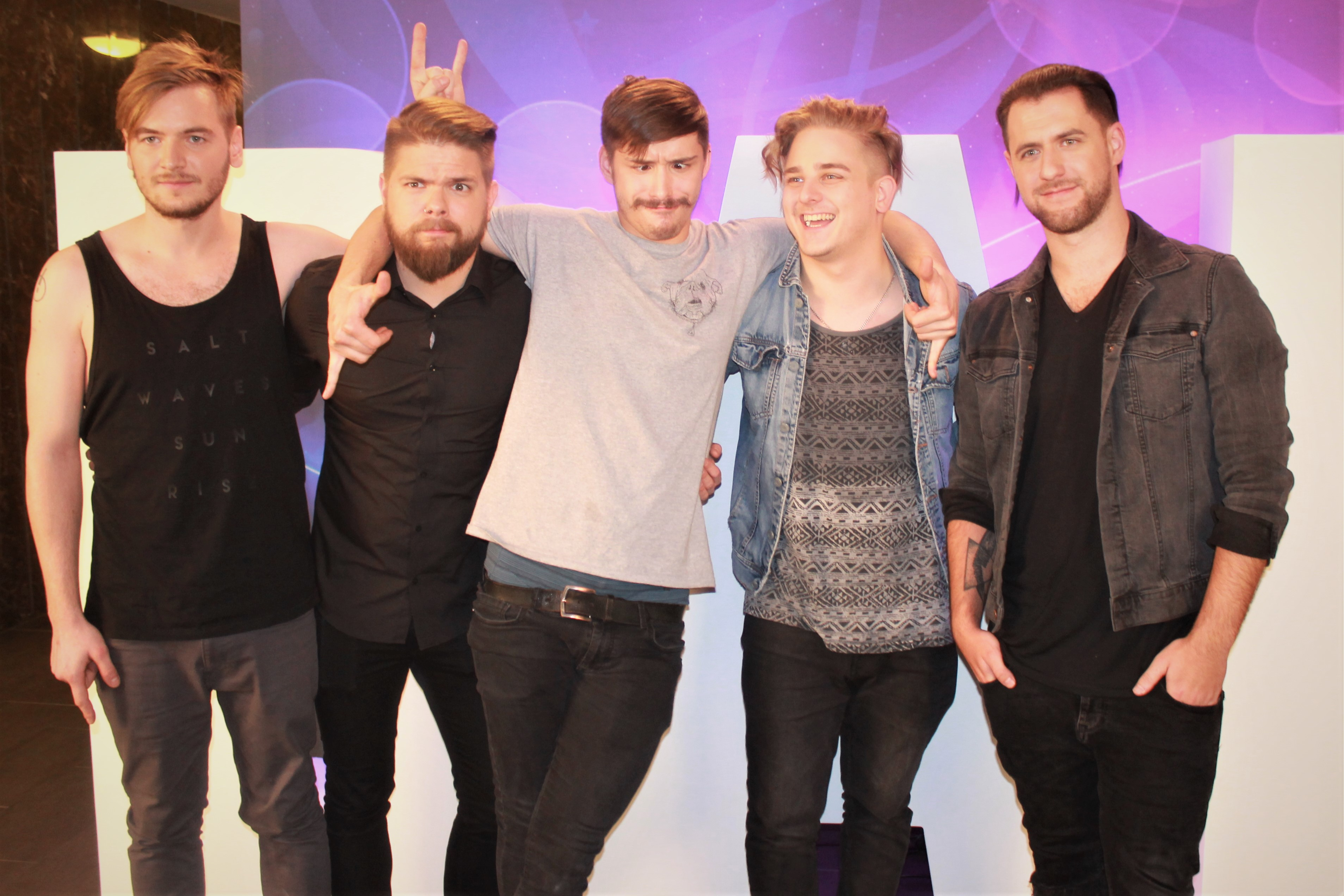
Die Gewinner der ungarischen Vorentscheidung: AWS

Das Finale fand am 24. Februar 2018 statt. Hier traten acht Teilnehmer gegeneinander an. Das Abstimmungsverfahren verlief hier allerdings anders als im Halbfinale. In der ersten Abstimmungsrunde bestimmten einzig und alleine die vier Juroren die vier Teilnehmer für die zweite Abstimmungsrunde. Dazu verteilten diese jeweils 4, 6, 8 und 10 Punkte an die vier besten Teilnehmer. In der zweiten Abstimmungsrunde bestimmten dann einzig und allein die Zuschauer aus Televoting und SMS-Voting den Sieger von A Dal 2018.
| Platz | Startnr. | Interpret         | Lied Musik (M) und Text (T)                                                                     | Sprache   | Übersetzung (Inoffiziell)      | Juryvoting | Juryvoting | Juryvoting   | Juryvoting | Gesamt |
| Platz | Startnr. | Interpret         | Lied Musik (M) und Text (T)                                                                     | Sprache   | Übersetzung (Inoffiziell)      | J. Schell  | M. Mező    | K. Frenreisz | M. Both    | Gesamt |
| ----- | -------- | ----------------- | ----------------------------------------------------------------------------------------------- | --------- | ------------------------------ | ---------- | ---------- | ------------ | ---------- | ------ |
| 1.    | 7        | AWS               | Viszlát nyár M: Dániel Kökényes, Bence Brucker, Áron Veress, Soma Schiszler; T: Örs Siklósi     | Ungarisch | Tschüss Sommer                 | 04         | 04         | –            | –          | 08     |
| –     | 1        | Leander Kills     | Nem szól harang M/T: Leander Köteles                                                            | Ungarisch | Dort ist keine läutende Glocke | –          | –          | 06           | –          | 06     |
| –     | 2        | yesyes            | I Let You Run Away M: Ádám Szabó, Dániel Somogyvári; T: Petra Petneházy                         | Englisch  | Ich lasse dich wegrennen       | 10         | 06         | 04           | 08         | 28     |
| –     | 3        | Zsolt Süle        | Zöld a május M: Zsolt Süle, Péter Bodnár; T: Zsolt Süle                                         | Ungarisch | Grüner Mai                     | –          | –          | –            | –          | 0      |
| –     | 4        | Tamás Horváth     | Meggyfa M/T: Tamás Horváth                                                                      | Ungarisch | Kirschbaum                     | –          | –          | –            | –          | 0      |
| –     | 5        | Gábor Heincz BIGA | Good Vibez M: Gábor Heincz; T: Adrián Méhes                                                     | Englisch  | Gute Gefühle                   | –          | –          | –            | 04         | 04     |
| –     | 6        | Gergely Dánielfy  | Azt mondtad M: Gergely Dánielfy; T: Árpád Völgyesi                                              | Ungarisch | Das hast du gesagt             | 08         | 10         | 08           | 10         | 36     |
| –     | 8        | Viktor Király     | Budapest Girl M: Viktor Király, Ashley Hicklin, Marcel Závodi; T: Viktor Király, Ashley Hicklin | Englisch  | Budapest Mädchen               | 06         | 08         | 10           | 06         | 30     |

 Kandidate hat sich für zweite Abstimmungsrunde qualifiziert.